# Saundersia
Saundersia – rodzaj roślin z rodziny storczykowatych (Orchidaceae). Obejmuje 2 gatunki występujące w Ameryce Południowej w Brazylii w Regionie Południowo-Wschodnim.

## Systematyka
Rodzaj sklasyfikowany do podplemienia Oncidiinae w plemieniu Cymbidieae, podrodzina epidendronowe (Epidendroideae), rodzina storczykowate (Orchidaceae), rząd szparagowce (Asparagales) w obrębie roślin jednoliściennych.
Wykaz gatunków
- Saundersia mirabilis Rchb.f.
- Saundersia paniculata Brade